# Škoda 7,65 cm Vz. 1930
Lo Škoda 7,65 cm Vz. 1930 o 8 cm kanon vzor 30 era un cannone cecoslovacco multiruolo, contraereo/da campagna/da montagna, questo cannone Škoda era frutto delle indagini degli esperti di tale azienda che, negli anni '20, davano per certo il successo di artiglierie bivalenti, da campagna leggera e antiaerea pesante.
All'epoca d'altro canto non si apprezzava ancora pienamente la difficoltà di ingaggiare con successo un aereo, e soprattutto i progressi tecnici che tali mezzi avrebbero avuto (maggiore velocità), così la mossa fu quella di costruire una piattaforma girevole per installarla sotto l'affusto, mentre l'alzo del cannone poteva essere portato a +80°, dando praticamente il la ad un cannone contarereo pesante.
Tuttavia, la lentezza di brandeggio e la bassa velocità iniziale non consentivano appieno tale doppio ruolo, mentre il peso era molto alto per il ruolo di cannone da 76 mm. Se non altro, la gittata e il peso della granata erano eccellenti per tale categoria di armi.
Catturati dai tedeschi, questi cannoni vennero ampiamente reimpiegati, fornendo prestazioni eccellenti, ma non come cannoni contraerei.